# Звёздчатый многогранник
Звёздчатый многогра́нник (звёздчатое тело) — невыпуклый многогранник, грани которого пересекаются между собой. Как и у незвёздчатых многогранников, грани попарно соединяются в рёбрах (при этом внутренние линии пересечения не считаются рёбрами).

## Терминология
Звёздчатой формой многогранника называется многогранник, полученный путём продления граней данного многогранника через рёбра до их следующего пересечения с другими гранями по новым рёбрам.
Правильные звёздчатые многогранники — это звёздчатые многогранники, гранями которых являются одинаковые (конгруэнтные) правильные или звёздчатые многоугольники. В отличие от пяти классических правильных многогранников (Платоновых тел), данные многогранники не являются выпуклыми телами.
В 1811 году Огюстен Лу Коши установил, что существуют всего 4 правильных звёздчатых тела (они называются телами Кеплера — Пуансо), которые не являются соединениями Платоновых и звёздчатых тел. К ним относятся открытые в 1619 году Иоганном Кеплером малый звёздчатый додекаэдр и большой звёздчатый додекаэдр, а также большой додекаэдр и большой икосаэдр, открытые в 1809 году Луи Пуансо. Остальные правильные звёздчатые многогранники являются или соединениями Платоновых тел, или соединениями тел Кеплера — Пуансо.
Полуправильные звёздчатые многогранники — это звёздчатые многогранники, гранями которых являются правильные или звёздчатые многоугольники, но не обязательно одинаковые. При этом строение всех вершин должно быть одинаковым (условие однородности). Г. Коксетер, М. Лонге-Хиггинс и Дж. Миллер в 1954 году перечислили 53 таких тела и выдвинули гипотезу о полноте своего списка. Только значительно позже в 1969 году Сопову С. П. удалось доказать, что представленный ими список многогранников действительно полон.
Многие формы звёздчатых многогранников подсказывает сама природа. Например, снежинки — это плоские проекции звёздчатых многогранников. Некоторые молекулы имеют правильные структуры объёмных фигур.
На данных рисунках каждая грань для красоты и наглядности окрашена собственным цветом.
|  |  |  |  |  |  |

Однородные многогранники — правильные и полуправильные выпуклые многогранники (Платоновы и архимедовы тела); правильные и полуправильные звёздчатые многогранники вместе называются однородными многогранниками. У этих тел все грани являются правильными многоугольниками (выпуклыми или звёздчатыми), а все вершины одинаковы (то есть существуют ортогональные преобразования многогранника в себя, переводящие любую вершину в любую другую). Существует ровно 75 однородных многогранников.

## Тетраэдр и куб
Тетраэдр и гексаэдр (куб) не имеют звёздчатых форм, так как их грани при продлении через рёбра более не пересекаются.

## Звёздчатый октаэдр
|  |

Существует только одна звёздчатая форма октаэдра. Звёздчатый октаэдр был открыт Леонардо да Винчи, затем спустя почти 100 лет заново открыт И. Кеплером и назван им Stella octangula — звезда восьмиугольная. Отсюда эта форма имеет и второе название: «stella octangula Кеплера»; по сути она является соединением двух тетраэдров.
|  |

## Звёздчатые формы додекаэдра
|  |

Додекаэдр имеет 3 звёздчатые формы: малый звёздчатый додекаэдр, большой додекаэдр, большой звёздчатый додекаэдр (звёздчатый большой додекаэдр, завершающая форма). В отличие от октаэдра, любая из звёздчатых форм додекаэдра не является соединением платоновых тел, а образует новый многогранник.
|  |  |  |

У большого додекаэдра гранями являются пятиугольники, которые сходятся по пять в каждой из вершин. У малого звёздчатого и большого звёздчатого додекаэдров грани — пятиконечные звёзды (пентаграммы), которые в первом случае сходятся по 5, а во втором по 3 грани в одной вершине.
Вершины большого звёздчатого додекаэдра совпадают с вершинами описанного додекаэдра.

## Звёздчатые формы икосаэдра
|  |

Икосаэдр имеет 59 звёздчатых форм, из которых 32 обладают полной, а 27 — неполной икосаэдральной симметрией, что было доказано Коксетером совместно с Дювалем, Флэзером и Петри c применением правил ограничения, установленных Дж. Миллером. Одна из этих звёздчатых форм (20-я, модель 41 по Веннинджеру), называемая большим икосаэдром (см. рисунок), является одним из четырёх правильных звёздчатых многогранников Кеплера — Пуансо. Его гранями являются правильные треугольники, которые сходятся в каждой вершине по пять; это свойство является у большого икосаэдра общим с икосаэдром.
|  |

Среди звёздчатых форм также имеются: соединение пяти октаэдров, соединение пяти тетраэдров, соединение десяти тетраэдров. Первая звёздчатая форма — малый триамбический икосаэдр.
|  |  |  |

Если каждую из граней продолжить неограниченно, то тело будет окружено большим многообразием отсеков — частей пространства, ограниченных плоскостями граней. Все звёздчатые формы икосаэдра можно получить добавлением к исходному телу таких отсеков. Не считая самого икосаэдра, продолжения его граней отделяют от пространства 20 + 30 + 60 + 20 + 60 + 120 + 12 + 30 + 60 + 60 = 472 отсека десяти различных форм и размеров. Большой икосаэдр состоит из всех этих кусков, за исключением последних шестидесяти. Следующая звёздчатая форма — завершающая.
|  |

## Звёздчатые формы кубооктаэдра
|  |

Кубооктаэдр имеет 21 звёздчатую форму, удовлетворяющую ограничениям, введённым Миллером. 4 звездчатой формы описаны в книге Веннинджера «Модели многогранников». Первая звёздчатая форма кубооктаэдра — соединение куба и октаэдра.
|  |  |  |  |

## Звёздчатые формы икосододекаэдра
|  |

Икосододекаэдр имеет 70841855109 звёздчатых форм, из которых 7071672 обладают ахиральной, а 70834783437 хиральной симметрией. Первая звёздчатая форма икосододекаэдра — соединение додекаэдра и икосаэдра. 
|  |  |

Икосододекаэдр имеет 32 грани, из которых 12 являются правильными пятиугольными гранями, а остальные 20 — правильными треугольниками.

## Приведение к звёздчатой форме
Под приведением к звёздчатой форме понимается процесс построения многогранника из другого многогранника путём расширения его граней. Для этого через грани исходного многогранника проводятся плоскости и рассматриваются всевозможные рёбра, полученные в результате пересечения этих плоскостей, и выбираются подходящие.
Куб и тетраэдр не позволяют приведение к звёздчатой форме. Октаэдр имеет единственное построение — звёздчатый октаэдр. Додекаэдр даёт три звёздчатые формы.